# Parlamentsvalet i Ukraina 2014
Parlamentsvalet i Ukraina 2014 ägde rum 26 oktober. Det var ett extrautlyst val (ordinarie val var planerat till 2017), utlyst av president Petro Porosjenko 25 augusti 2014.
Största parti i antal mandat blev Petro Porosjenko-blocket, med Folkfronten (ledd av premiärminister Arseniy Jatsenjuk) på andra plats. Endast 421 av totalt 450 parlamentsplatser blev tillsatta, eftersom valet inte kunde genomföras i Krim (annekterat av Ryssland) eller delar av östligaste Ukraina (ockuperat av Federala staten Nya Ryssland).

## Bakgrund
Porosjenko hade redan i maj (efter presidentvalet) föranmält behovet av tidiga parlamentsval.
På grund av Rysslands annektering av Krim och det pågående kriget i Donetsbäckenet skulle dock invånarna i alla delar av Ukraina inte kunna delta i valet. 2 september 2014 förklarade Ukrainas valkommission att detta (bland annat) gällde de 10 valdistrikten på Krim.
Problemen innebar att upp till 5 miljoner av de över 36,5 miljoner röstberättigade ukrainare inte kunde delta i valet. Detta motsvarade runt en sjundedel av de röstberättigade.
Separatisterna i östligaste Ukraina utlyste egna val i Federala staten Nya Ryssland helgen efter det ukrainska parlamentsvalet. På Krim avvecklade de ryska myndigheterna ett lokalt parlamentsval den 14 september.

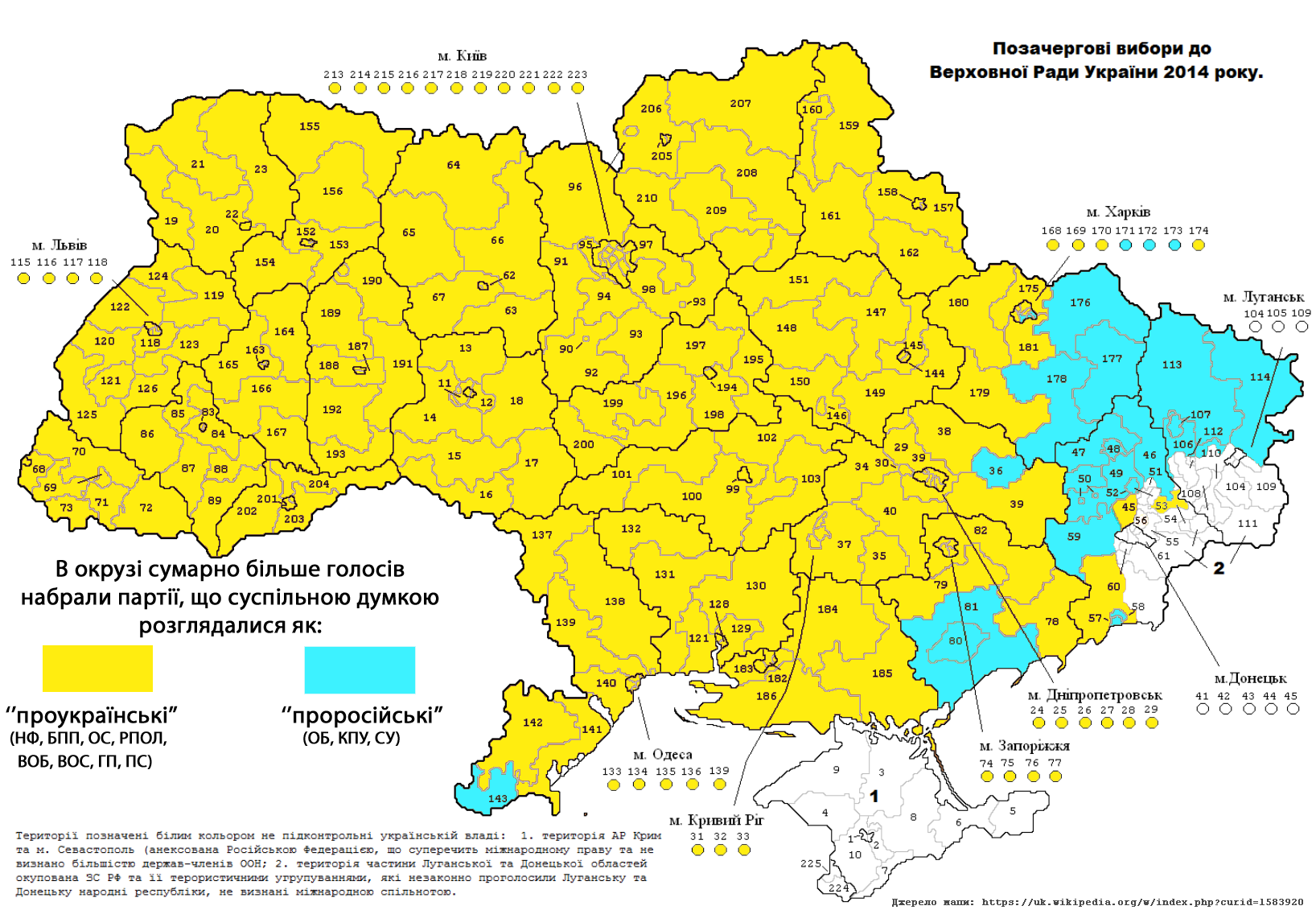
Resultatet av 2014 års ukrainska parlamentsval. Gul valdistrikt vanns av "proukrainska" partier, ljusblå valdistrikt av partier kritiska till Euromajdan och den proeuropeiska politiken.

De som ville ta sig över frontlinjen kunde rösta på "andra sidan", men det var få som väntades utnyttja den möjligheten.

## Valkampanj
Alla ukrainska medborgare på minst 18 års ålder hade rösträtt i valet, där alla partier med en röstandel på minst 5 procent får platser i parlamentet, Verchovna Rada. Valkampanjen har inleddes 28 augusti 2014, motsvarande 60 dagar före valdagen.
I opinionsundersökningar inför valet ledde Petro Porosjenko-blocket samt samarbetspartiet UDAR på cirka 40 procent. Ett antal partier – inklusive Fäderneslandsförbundet, Svoboda, Radikala partiet, Medborgarpositionen och Folkfronten – hade en opinionsandel på cirka 10 procent, medan än lägre siffror rapporterats för tidigare stora partier som Regionernas parti och Ukrainas kommunistiska parti.
Hot tvang många av kandidaterna att ställa in sina kampanjer och inte hålla valmöten. En kandidat från Folkfronten blev i oktober beskjuten utanför sitt hem i Boryspil, men han undkom tack en skottsäker väst. Oppositionspolitiker från Regionernas parti och kommunistpartiet har fallit offer för en "soptunnekampanj" där de blivit angripna och handgripligen slängda i soptunnor. Många toppkandidater tvangs avbryta sina offentliga kampanjer på grund av dödshot, bland dem Oleh Ljasjko (ledare för Radikala partiet) som bara kunnat föra valkampen i TV.
I enkelmanskretsarna kandiderade i första hand penningstarka personer, och redan innan valet hade det öppnats 178 rättsprocesser for brott på vallagen med misstanke om korruption.

## Valresultat

### Partier
Största parti i valet blev Petro Porosjenko-blocket, vilket sammanlagt vann 132 parlamentsplatser. Folkfronten (lett av premiärminister Arseniy Jatsenjuk) kom på andra plats med 82 mandat; partiet var dock näst största parti i många enkelmanskretsar och nådde totalt 3,48 miljoner röster (mot 3,43 miljoner för Petro Porosjenko-blocket).
Tredje största parti med 33 mandat blev Självhjälp, grundat 2012 av Lvivs borgmästare Andrij Sadovyj. Fjärde största parti blev Oppositionsblocket, delvis bestående av tidigare politiker från Regionernas parti.
Inget av de fyra största partierna deltog i föregående parlamentsval 2012, ett av många bevis på de stora förändringarna inom ukrainsk politik under senare år. Julia Tymosjenkos Fäderneslandsförbundet, tidigare en av landets starka politiska krafter, nådde endast 19 mandat, och dess roll som västvänligt parti hade i valet till största delen av övertagits av Jatsenjuks nybildade Folkfronten. Regionernas parti ställde inte ens upp i valet, och Ukrainas kommunistiska parti tog inte ett enda mandat – för första gången sedan självständigheten 1991.

### Övrig statistik
Parlamentet har totalt 450 platser. Annekteringen av Krim betydde dock, att där nu blev 12 färre utnyttjade mandat. Dessutom kunde ytterligare 15 mandat inte tillsättas, eftersom den ukrainska valmyndigheten valde att inte genomföra valet i de valkretsar som var under kontroll av Federala staten Nya Ryssland (och därmed stod utanför valmyndighetens kontroll).
I det valda parlamentet besattes 50 av de 423 tillsatta platserna av kvinnor. Denna siffra, motsvarande 12 procent av ledamöterna, var den högst hittills i något valt ukrainskt parlament. Ukrainas första parlament hade endast 11 kvinnliga ledamöter.